# Almasav
Az almasav (C4H6O5) savanykás ízű, szerves dikarbonsav, ami számos savanyú ételben megtalálható. Színtelen kristályokat alkot. Higroszkópos vegyület. Jól oldódik vízben és alkoholban. A borostyánkősav hidroxiszármazékának tekinthető. Először Scheele vonta ki éretlen egres nedvéből 1785-ben.
Anion formája, a malát a fumaráthoz hasonlóan a citromsavciklus intermediere. Piruvátból is képződhet anaplerotikus reakció útján.

## Optikai izoméria
A biológiai almasavak homokirálisak és csak az L-(−)-almasav enantiomer formában fordulnak elő a természetben.

## Kémiai tulajdonságai
Az almasav a hidroxikarbonsavak általános tulajdonságait mutatja. Jellemzőek rá mind a hidroxilcsoport, mind a karboxilcsoport reakciói. Kétértékű savként viselkedik, léteznek normál és savanyú sói is. Az almasav sóit a vegyület latin neve után malátoknak nevezik.
Az almasav 160°C-ra hevítve vízvesztés során fumársavvá és maleinsav-anhidriddé alakul. Ez a reakció visszafelé is lejátszódhat. A maleinsav és a fumársav nyomás alatt víz és lúgok vagy fémsók jelenlétében hevítve az almasav racém elegyévé, DL-almasavvá alakul. Az almasav hidroxilcsoportjának halogénnel való helyettesítése inverzióval jár, ezt a fajta inverziót Walden-inverziónak nevezik.
Az almasav szekunder alkoholos hidroxilcsoportja enyhe oxidációval (például KMnO4) ketocsoporttá alakítható, ekkor oxálecetsav képződik. Ez a reakció is lejátszódhat visszafelé, az oxálecetsav (észtere alakjában) almasavvá redukálható.

## Előfordulása
A legelterjedtebb növényi savak közé tartozik. Az almasav az almában is megtalálható, ez okozza a zöld alma savanyú ízét. Az almasav okozhatja a szőlő savanyúságát is, de a gyümölcs érése során az almasavtartalom csökken. Megtalálható a cseresznyében, az eperben, a szilvában és a barackban, madárberkenyében is. Emellett savanyú kalciumsója előfordul a dohánylevélben, a savanyú káliumsója pedig a rebarbarában. Egyes fafajták (nyír, kőris) nedvében is található almasav.

## Előállítása
Az almasavat fumársavból állítják elő mikrobiológiai úton. Előállítható klór-borostyánkősav hidrolízisével is, ez a szintézis inkább elméleti szempontból jelentős (Walden-inverzió).

## Felhasználása
A malolaktikus fermentáció folyamatában az almasav a kevésbé savanyú tejsavvá alakul.
Az almasavat, ha élelmiszer-adalékanyagként alkalmazzák,  E296 E-számmal jelölik. 
Az almasavat az édesiparban is felhasználják, de az almasavtartalmú cukorkák túlzott fogyasztása szájirritációt okozhat.

## Lásd még
- Maleinsav
- Malonsav

|                                          | oxálacetát |     |               | malát    |          |                | fumarát        |         |               | szukcinát |  |                | szukcinil-CoA |               |
|                                          |            |     |               |          |          |                |                |         |               |           |  |                |               |               |
| NADH+ H+                                 | NAD+       |     | H2O           | ubikinol | ubikinon | CoA +ATP (GTP) | Pi + ADP (GDP) |         |               |           |  |                |               |               |
| \| acetil-CoA \| \| \| \| \| + \| H2O \| |            |     |               |          |          |                |                |         |               |           |  |                |               | NADH + H+ CO2 |
| CoA                                      | NAD+       |     |               |          |          |                |                |         |               |           |  |                |               |               |
|                                          |            |     | H2O           |          | H2O      |                |                | NAD(P)+ | NAD(P)H + H+  |           |  | CO2            |               |               |
|                                          |            |     |               |          |          |                |                |         |               |           |  |                |               |               |
| citrát                                   |            |     | cisz-akonitát |          |          | izocitrát      |                |         | oxálszukcinát |           |  | α-ketoglutarát |               |               |
| acetil-CoA                               |            |     |               |          |          |                |                |         |               |           |  |                |               |               |
|                                          | +          | H2O |               |          |          |                |                |         |               |           |  |                |               |               |

| acetil-CoA |   |     |
|            | + | H2O |